# جان توساينت
جان توساينت (بالإنجليزية: Jean Toussaint)‏ هو عازف جاز أمريكي، ولد في 27 يوليو 1960 في سانت توماس في الولايات المتحدة.

## وصلات خارجية
- جان توساينت على موقع ميوزك برينز (الإنجليزية)
- جان توساينت على موقع أول ميوزيك (الإنجليزية)
- جان توساينت على موقع ديسكوغز (الإنجليزية)